# 御瀧政子
御瀧 政子（みたき まさこ）は、日本の心理研究家、ヒーリング クリエーター、作家。東京都出身。以前は「美堀真利」名義で活動していた。

## 経歴
中国中央民族大学、カナダPacific Language Instituteなどで学ぶ。現在まで海外40数カ国へ留学または長期滞在や旅を経験。15歳頃からその民族的発想や生活感の違いなどに影響を受け、血液型分類、心理学、占いなどの研究をはじめる。テレビやラジオ番組に出演、占いを監修するほか、著作物70冊、雑誌、WEBサイトにも執筆。講演、セミナーなども行っている。10年間監修を務めていた「とくダネ！」(フジテレビ系)の「血液型選手権」や累計55万部突破のベストセラー『「だからB型だ」って言うな！』(主婦と生活社)を始めとした血液型シリーズなどもあり、とくに血液型研究では広く知られている。血液型研究以外でも、西洋占星術、手相、タロット、心理テストなど幅広い。一般社団法人COCORO協会代表理事。株式会社COCORO COMPANY、COCORO研究所、GINZA ROSYの代表、および代表取締役。

## 主な出演番組
- 「とくダネ!」血液型選手権（フジテレビ系）
- 「美女学」（テレビ東京系）
- 「スーパーJチャンネル」（テレビ朝日系）
- 「天声慎吾」（日本テレビ系）
- 「ライオンのごきげんよう」（フジテレビ系）
- 「マルバレ!」（読売テレビ / 日本テレビ系）
- 「あっぱれ!!さんま大教授」（フジテレビ系）
- 「伊東家の食卓」（日本テレビ系） 他

## 主な掲載誌
- anan（マガジンハウス）
- FRaU（講談社）
- Non-no（集英社）
- CREA（文藝春秋社）
- JJ（光文社）
- CanCam (小学館）
- Domani (小学館）
- 美的 (小学館）
- VERY (光文社）
- ESSE (扶桑社）
- JUNON (主婦と生活社）
- 恋愛MAX (秋田書店）
- 恋愛チェリーピンク (秋田書店）
- 週刊TVガイド（東京ニュース通信社）
- 週刊マーガレット(集英社)
- 家庭画報（世界文化社）
- 女性自身（光文社）
- 週刊 漫画ゴラク（日本文芸社）

## 著作
- わくわく星占い 学習研究所 1979.1
- 霊感夢占い けいせい出版 1979.1
- 奇跡の白魔術入門 日本文芸社 1983.1
- コックリさんの不思議 日本文芸社 1984.1
- 幸運の守護神相性占い 廣済堂出版 1985.2
- 奇跡の紫魔術入門 日本文芸社 1985.4
- 愛のタロット占い 日本文芸社 1987.12
- 水晶魔術 現代書林 1989.1
- 魔法の部屋 恋のおまじないパワー 近代映画社 1990.3
- 神秘の七色魔術 ダイナミックセラーズ 1990.3
- 愛の願望成就のための水晶魔術 主婦の友社 1990.7
- 愛の守護神占い ぴいぷる社 1990.9
- タロットへの誘い 大陸書房 1990.11
- ピタリ当たる最新トランプ占い 日本文芸社 1990.11
- ラブマジックカード 廣済堂出版 1990.12
- 血液型・インスピレーション 東京書店 1991.2
- インスピレーター 廣済堂出版 1991.5
- ムーンパワー開運術 グリーンアロー出版社 1991.10
- 驚異の水晶・宝石パワー 東京書店 1993.10
- 愛の聖花占い 学習研究所 1994.3
- 心の本 ワニブックス 1995.6
- 心の扉 ワニブックス 1996.5
- 心セラピー ワニブックス 1998.7
- 美堀真利の血液型占い 東京書店 1998.7
- 神秘の水晶占い 東京書店 1998.8
- 恋愛のための心の六章 ワニブックス 1999.5
- 6つの心理テスト 成美堂出版 1999.8
- 21世紀赤ちゃんの名前事典 小学館 1999.12
- 動物占いゲームズ 世界文化社 2000.4
- 血液型選手権占い ワニブックス 2000.5
- 動物占いゲームズvol.2 世界文化社 2000.7
- 運命が見えるタロット占い 成美堂出版 2000.8
- 『いい人』見っけ！心理テスト 青春出版社 2000.10
- 熱虫占い 角川書店 2001.4
- しぐさの心理学 成美堂出版 2001.12
- メールでおまじない こだま出版 2002.2
- ワールドサッカー心理占い 青春出版社 2002.4
- 強運を呼ぶ！水晶パワー COCORO COMPANY 2002.9
- モーハムず＆ゴハムうらないBOOK 小学館 2003.1
- 五法術 COCORO COMPANY 2003.9
- 裏血液型占い 愛蔵版 主婦と生活社 2003.12
- 幸せ名づけ最新決定版 世界文化社 2004.11
- 恋愛力レッスン 心理テスト 成美堂出版 2005.6
- 『恋のメソッド』運命の男性に愛される人 出会えない人 小学館 2005.11
- 「だから、B型だ」って言うな！ 主婦と生活社 2008.3
- 「やっぱ、A型だ」って言うな！ 主婦と生活社 2008.6
- 「裏」血液型ってなんだ！ 主婦と生活社 2008.6
- 「ほらっ、O型だ」って言うな！ 主婦と生活社 2008.8
- 「ふ～ん、AB型だ」って言うな！ 主婦と生活社 2008.9
- 別冊JUNON決定版！全血液型の裏ワザ取扱い説明書 主婦と生活社 2008.11
- 魔法のかけ方 日本文芸社 2009.1
- 飲み屋でウケる手相 主婦と生活社 2009.3
- 血液型占い 日本文芸社 2009.6
- 飲み屋でウケる心理学 主婦と生活社 2009.11
- B型はなぜ生き残れるのか！？ ポプラ社 2009.12
- 夢占い 幸運のキーワード1100 池田書店 2010.12
- だから当たる！B型の手相 主婦と生活社 2010.12
- 心理テストおまじないまじかる☆ 池田書店 2014.3
- 幸せをつかむ血液型大全　主婦と生活社 2014.10
- 心の本　COCORO COMPANY 2018.4
- 【田島優 名義】小学1・2年生のなぞなぞランド 日本文芸社 1998.9
- 【COCORO COMPANY 名義】ハーブバイブル 丸善メイツ 1996.11

## 共著
- マルバレ！ココロをハダカにする心理テスト ワニブックス 2006.3

## 構成／編集
- ハーブノート 読売新聞社 1997.6